# It's Nice to Be in Love Again
"It's Nice To Be In Love Again" foi a canção que representou a Irlanda no Festival Eurovisão da Canção 1977 , interpretada em língua inglesa pela banda The Swarbriggs Plus Two. A referida canção tinha letra e música de de Tommy Swarbrigg e Jimmy Swartbrigge orquestrada por Noel Kelehan. 
A canção fala-nos da alegria sentida por alguém novamente apaixonado. A letra indica que nenhum dos cantores tinha estado nessa situação recentemente, que eles dizem na letra "Aqueles sentimentos familiares antigos". 
A canção irlandesa foi a primeira a ser cantada na noite do evento, antes de Michèle Torr, que representou o Mónaco, com a canção Une petite française. No final da votação, a canção irlandesa recebeu 119 pontos, classificando-se em 3.ª lugar, entre 18 países participantes.